# MuseumPASSmusées
Vous pouvez aider à l'améliorer ou bien discuter des problèmes sur sa page de discussion.
- Il ne cite aucune source et peut contenir des informations erronées. Si vous disposez d'ouvrages ou d'articles de référence ou si vous connaissez des sites web de qualité traitant du thème abordé ici, merci de la compléter en donnant les références utiles à sa vérifiabilité et en les liant à la section « Notes et références ». (Marqué depuis juillet 2025)

- Archive Wikiwix
- Bing
- Cairn
- DuckDuckGo
- E. Universalis
- Gallica
- Google
- G. Books
- G. News
- G. Scholar
- Persée
- Qwant
- (zh) Baidu
- (ru) Yandex
- (wd) trouver des œuvres sur Wikidata

Vous pouvez aider à l'améliorer ou bien discuter des problèmes sur sa page de discussion.
- Son ton est trop promotionnel ou publicitaire, voire hagiographique. Le texte doit adopter un ton neutre et encyclopédique. (Marqué depuis juillet 2025)
- Il est orphelin : moins de trois articles lui sont liés. Aidez à ajouter des liens en plaçant le code [[MuseumPASSmusées]] dans les articles relatifs au sujet. (Marqué depuis août 2022)

museumPASSmusées (en français : pass musées, en néerlandais : museumpas) est l’abonnement le plus complet aux musées belges.

## Histoire
museumPASSmusées a été fondée en septembre 2018. Il s’agit d’une collaboration entre quatre organisations[source secondaire nécessaire] : le Conseil bruxellois des musées, le Vlaams Museumoverleg, ICOM Belgique/Wallonie-Bruxelles/Musées et Société en Wallonie et enfin publiq asbl. Cette collaboration entre les musées des différentes régions est unique dans le contexte belge[réf. nécessaire].

## Objectifs
Les organisations fondatrices poursuivent deux objectifs : renforcer le secteur muséal belge et rendre la culture et le patrimoine accessibles à tous.

## Services proposés
Ce pass donne aux abonnés l’accès à plus de 220 musées belges. Les abonnés peuvent également visiter les expositions temporaires gratuitement ou à un prix très réduit. Par ailleurs, ils bénéficient d’avantages extra et notamment de réductions dans les boutiques des musées et sur les billets de train[source secondaire souhaitée].